# Франц Мориц фон Ласи
Франц-Мориц фон Ласи (на немски: Michael von Kienmayer; на руски: Борис Петрович Ласси) е австрийски офицер, фелдмаршал.
Син е на руския фелдмаршал от ирландски произход Пьотр Лейси.